# 宮城峡
宮城峡（みやぎきょう）は、ニッカウヰスキーが製造し、アサヒビールが販売する純国産シングルモルトウイスキー（日本洋酒酒造組合の定めるジャパニーズ・ウイスキーの表示基準に合致した商品）である。

## 概要
1989年（平成元年）、仙台工場（宮城峡蒸溜所）の操業20周年を記念して「シングルモルト仙台宮城峡」が誕生した。
2003年（平成15年）9月29日、「シングルモルト宮城峡」は熟成年数がそれ以上を表す10年、12年、15年の3種で発売開始された。バルジ型のポットスチルを用い、蒸気間接蒸溜によって作り出されたモルトウイスキーで、2004年（平成16年）に「ザ・スコッチ・モルト・ウイスキー・ソサエティ (SMWS)」に認定されたモルトを使用している。
余市蒸溜所で生み出される余市と並ぶ、ニッカウヰスキーの高級ブランドのシングルモルトウイスキーとして知られる。また「シングルモルト宮城峡」は日本を代表するウイスキーとして世界的にも評価されている（#受賞歴も参照）。

## ラインナップ
2024年（令和6年）現在はシングルモルト宮城峡としてノンエイジのみが販売されている。2015年までは15年・12年・10年が存在しており、この他に1つの樽から取り出してそのままボトリングしたシングルカスクウイスキー｢シングルカスク 宮城峡」も存在していた。シングルカスクは1つの樽からとれるウイスキーも限られることからあまり販売されず、蒸溜所限定販売などで入手可能だった。

## 受賞歴
宮城峡は、以下の品評会で数々の賞を受賞している。
シングルモルト宮城峡15年
ISC(インターナショナル・スピリッツ・チャレンジ）銀賞受賞(2013年,2012年,2010年,2009年,2008年,2007年,2006年)
シングルモルト宮城峡12年
ISC(インターナショナル・スピリッツ・チャレンジ）金賞受賞(2014年,2013年,2010年)銀賞受賞(2012年,2011年,2009年,2007年)
シングルモルト宮城峡10年
ISC(インターナショナル・スピリッツ・チャレンジ）銀賞受賞(2013年,2012年)
シングルモルト宮城峡10年
ISC(インターナショナル・スピリッツ・チャレンジ）銀賞受賞(2013年,2012年)
シングルモルト宮城峡
ISC(インターナショナル・スピリッツ・チャレンジ）金賞受賞(2013年)銀賞受賞(2012年)
シングルモルト宮城峡　1998
ISC(インターナショナル・スピリッツ・チャレンジ）銀賞受賞(2009年)
シングルモルト宮城峡　500ml
ISC(インターナショナル・スピリッツ・チャレンジ）銀賞受賞(2008年)
この他にSMWS(ザ・スコッチ・ウイスキー・ソサエティー)に宮城峡のモルトが認定された。